# League of Ireland 2022
Die League of Ireland 2022 (offiziell: SSE Airtricity League Premier Division nach dem Ligasponsor Airtricity) war die 102. Spielzeit der höchsten irischen Fußballliga. Die Saison begann am 18. Februar 2022 und endete am 4. November 2022.
Meister wurde Titelverteidiger Shamrock Rovers, die ihren 20. Meistertitel errangen. 

## Modus
Alle Mannschaften spielten an insgesamt 36 Spieltagen jeweils viermal um die Meisterschaft. Das Team auf dem letzten Platz stieg direkt ab, das Team auf dem vorletzten Rang spielte in der Relegation gegen den Abstieg.

## Vereine
| Verein                | Wappen                        | Stadt      | Stadion            | Kapazität |
| --------------------- | ----------------------------- | ---------- | ------------------ | --------- |
| Bohemians Dublin      | Bohemians Dublin              | Dublin     | Dalymount Park     | 7.955     |
| Derry City            | Derry City                    | Derry      | Brandywell Stadium | 7.700     |
| Drogheda United       | Drogheda United               | Drogheda   | United Park        | 3.500     |
| Dundalk FC            | Dundalk FC                    | Dundalk    | Oriel Park         | 6.000     |
| Finn Harps            | Finn Harps                    | Ballybofey | Finn Park          | 7.500     |
| Shamrock Rovers       | Shamrock Rovers               | Dublin     | Tallaght Stadium   | 5.947     |
| Shelbourne FC         | Shelbourne FC                 | Dublin     | Tolka Park         | 9.680     |
| Sligo Rovers          | Sligo Rovers                  | Sligo      | The Showgrounds    | 5.500     |
| St Patrick’s Athletic | St Patrick’s Athletic         | Dublin     | Richmond Park      | 5.340     |
| UC Dublin             | University College Dublin AFC | Dublin     | UCD Bowl           | 2.400     |

## Abschlusstabelle
| Pl. | Verein                            | Sp. | S  | U  | N  | Tore    | Diff. | Punkte |
| --- | --------------------------------- | --- | -- | -- | -- | ------- | ----- | ------ |
| 1.  | Shamrock Rovers (M)               | 36  | 24 | 7  | 5  | 061:220 | +39   | 79     |
| 2.  | Derry City                        | 36  | 18 | 12 | 6  | 053:270 | +26   | 66     |
| 3.  | Dundalk FC                        | 36  | 18 | 12 | 6  | 053:300 | +23   | 66     |
| 4.  | St Patrick’s Athletic (P)         | 36  | 18 | 7  | 11 | 057:370 | +20   | 61     |
| 5.  | Sligo Rovers                      | 36  | 13 | 10 | 13 | 047:440 | +3    | 49     |
| 6.  | Bohemians Dublin                  | 36  | 12 | 10 | 14 | 045:460 | −1    | 46     |
| 7.  | Shelbourne FC (N)                 | 36  | 10 | 11 | 15 | 040:490 | −9    | 41     |
| 8.  | Drogheda United                   | 36  | 9  | 11 | 16 | 034:580 | −24   | 38     |
| 9.  | University College Dublin AFC (N) | 36  | 6  | 8  | 22 | 028:670 | −39   | 26     |
| 10. | Finn Harps                        | 36  | 4  | 8  | 24 | 033:710 | −38   | 20     |

Platzierungskriterien: 1. Punkte – 2. Tordifferenz – 3. geschossene Tore

| (M) | amtierender irischer Meister          |
| (P) | amtierender irischer Pokalsieger      |
| (N) | Neu/Aufsteiger aus der First Division |

## Kreuztabelle
| Hinrunde (Runden 1–18) | Hinrunde (Runden 1–18) | Hinrunde (Runden 1–18) | Hinrunde (Runden 1–18) | Hinrunde (Runden 1–18) | Hinrunde (Runden 1–18) | Hinrunde (Runden 1–18) | Hinrunde (Runden 1–18) | Hinrunde (Runden 1–18) | Hinrunde (Runden 1–18) | 2022                  | Rückrunde (Runden 19–36) | Rückrunde (Runden 19–36) | Rückrunde (Runden 19–36) | Rückrunde (Runden 19–36) | Rückrunde (Runden 19–36) | Rückrunde (Runden 19–36) | Rückrunde (Runden 19–36) | Rückrunde (Runden 19–36) | Rückrunde (Runden 19–36) | Rückrunde (Runden 19–36) |
| Bohemians Dublin       | Derry City             | Drogheda United        | Dundalk FC             | Finn Harps             | Shamrock Rovers        | Shelbourne FC          | Sligo Rovers           | St Patrick’s Athletic  | UC Dublin              | Verein                | Bohemians Dublin         | Derry City               | Drogheda United          | Dundalk FC               | Finn Harps               | Shamrock Rovers          | Shelbourne FC            | Sligo Rovers             | St Patrick’s Athletic    | UC Dublin                |
| ---------------------- | ---------------------- | ---------------------- | ---------------------- | ---------------------- | ---------------------- | ---------------------- | ---------------------- | ---------------------- | ---------------------- | --------------------- | ------------------------ | ------------------------ | ------------------------ | ------------------------ | ------------------------ | ------------------------ | ------------------------ | ------------------------ | ------------------------ | ------------------------ |
|                        | 1:2                    | 1:1                    | 2:2                    | 2:2                    | 1:3                    | 1:1                    | 2:1                    | 1:0                    | 3:0                    | Bohemians Dublin      |                          | 2:3                      | 0:1                      | 0:1                      | 2:2                      | 1:0                      | 1:0                      | 3:1                      | 1:3                      | 1:0                      |
| 1:1                    |                        | 2:0                    | 1:2                    | 2:2                    | 2:1                    | 1:2                    | 0:0                    | 2:1                    | 7:1                    | Derry City            | 1:0                      |                          | 1:1                      | 0:1                      | 3:0                      | 0:0                      | 1:1                      | 1:0                      | 0:0                      | 3:0                      |
| 1:1                    | 1:1                    |                        | 1:0                    | 3:1                    | 1:0                    | 0:2                    | 0:3                    | 0:4                    | 4:2                    | Drogheda United       | 0:1                      | 1:1                      |                          | 1:0                      | 2:0                      | 1:1                      | 3:1                      | 0:0                      | 0:2                      | 1:1                      |
| 3:1                    | 2:2                    | 4:1                    |                        | 3:0                    | 0:0                    | 2:1                    | 2:1                    | 1:0                    | 2:0                    | Dundalk FC            | 2:1                      | 1:1                      | 2:0                      |                          | 3:0                      | 1:0                      | 3:3                      | 1:2                      | 1:0                      | 3:0                      |
| 1:1                    | 1:2                    | 2:2                    | 0:1                    |                        | 0:3                    | 1:0                    | 0:1                    | 0:2                    | 0:1                    | Finn Harps            | 0:2                      | 1:2                      | 3:0                      | 1:2                      |                          | 0:1                      | 1:1                      | 3:2                      | 2:2                      | 1:3                      |
| 1:0                    | 1:0                    | 3:1                    | 1:0                    | 3:1                    |                        | 2:0                    | 2:2                    | 1:0                    | 3:0                    | Shamrock Rovers       | 1:0                      | 1:0                      | 1:1                      | 3:0                      | 5:1                      |                          | 3:2                      | 3:1                      | 4:1                      | 1:0                      |
| 1:4                    | 0:1                    | 1:0                    | 1:1                    | 0:3                    | 1:2                    |                        | 2:1                    | 0:3                    | 2:0                    | Shelbourne FC         | 1:1                      | 0:1                      | 6:0                      | 0:0                      | 3:1                      | 0:0                      |                          | 0:2                      | 4:4                      | 1:1                      |
| 0:1                    | 2:1                    | 3:2                    | 0:0                    | 3:1                    | 1:1                    | 0:1                    |                        | 1:1                    | 2:2                    | Sligo Rovers          | 2:1                      | 0:0                      | 2:0                      | 2:0                      | 3:0                      | 1:3                      | 3:1                      |                          | 1:0                      | 0:2                      |
| 3:0                    | 0:4                    | 1:1                    | 0:0                    | 2:0                    | 1:0                    | 1:2                    | 1:2                    |                        | 2:0                    | St Patrick’s Athletic | 3:1                      | 0:1                      | 3:0                      | 1:1                      | 2:1                      | 1:2                      | 4:0                      | 1:0                      |                          | 2:1                      |
| 1:1                    | 0:2                    | 0:2                    | 2:2                    | 0:0                    | 0:3                    | 0:0                    | 1:1                    | 1:2                    |                        | UC Dublin             | 1:3                      | 0:1                      | 2:1                      | 3:2                      | 2:1                      | 0:2                      | 0:2                      | 0:2                      | 1:2                      |                          |

## Relegation
Der Tabellenneunte UC Dublin traf auf Waterford FC, den Gewinner der Play-off-Spiele der First Division. Das Spiel fand am 11. November 2022 im Richmond Park (Dublin) statt. Wie im letztjährigen Aufeinandertreffen zog erneut Waterford den Kürzeren.
|                               | Ergebnis |              |
| ----------------------------- | -------- | ------------ |
| University College Dublin AFC | 1:0      | Waterford FC |

## Torschützenliste
| Pl. | Name            | Mannschaft            | Tore |
| --- | --------------- | --------------------- | ---- |
| 1.  | Aidan Keena     | Sligo Rovers          | 18   |
| 2.  | Eoin Doyle      | St Patrick’s Athletic | 14   |
| 3.  | Graham Burke    | Shamrock Rovers       | 11   |
| 3.  | Jamie McGonigle | Derry City            | 11   |
| 3.  | Sean Boyd       | Shelbourne FC         | 11   |
| 6.  | Will Patching   | Derry City            | 10   |
| 6.  | Rory Gaffney    | Shamrock Rovers       | 10   |
| 8.  | Patrick Hoban   | Dundalk FC            | 9    |
| 9.  | Dawson Devoy    | Drogheda United       | 8    |